# Kościół Najświętszego Serca Pana Jezusa w Górowie Iławeckim

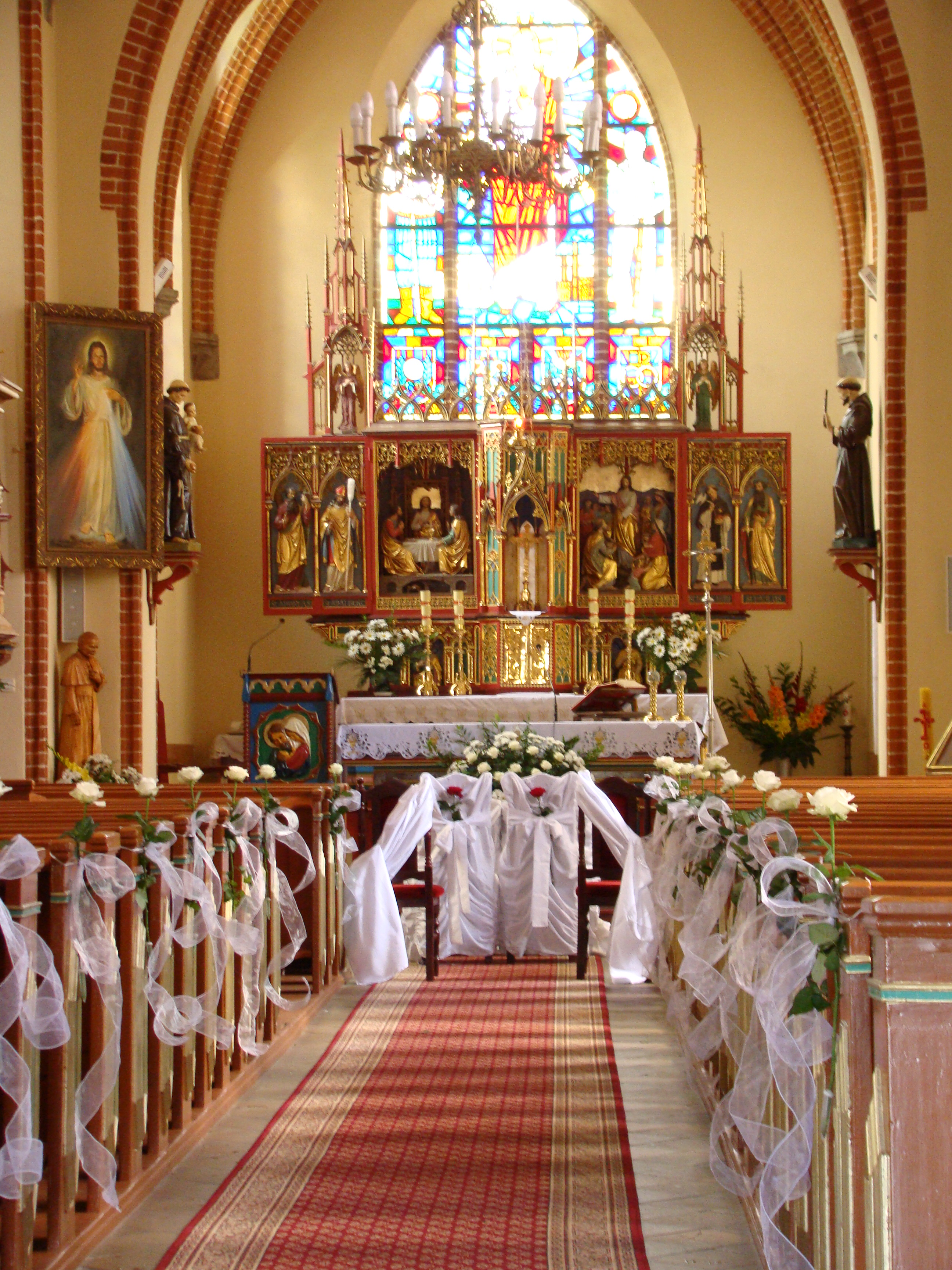
Ołtarz główny

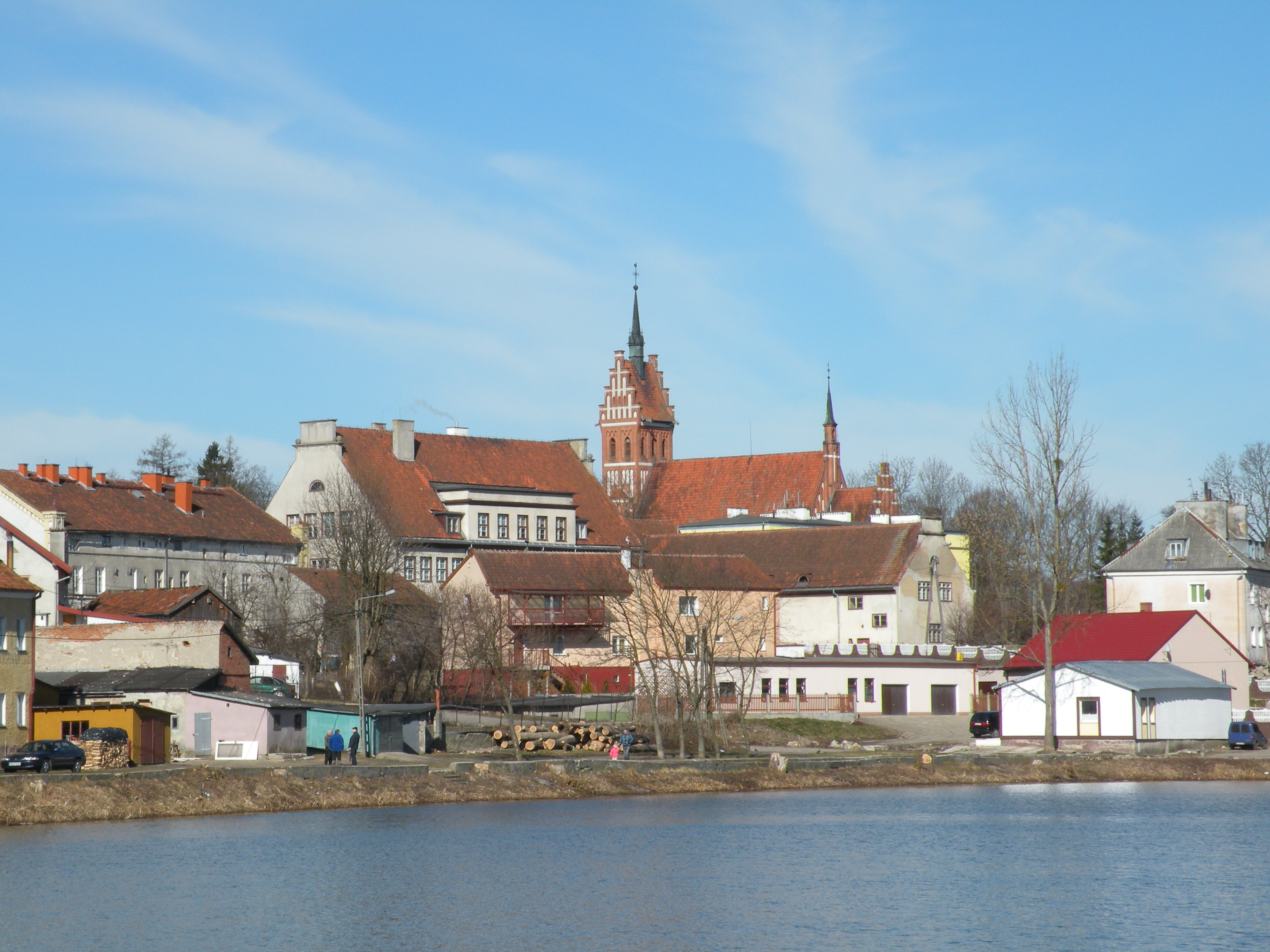
Górowo Iławeckie, widok na miasto z wieżą kościoła NSPJ

Kościół Najświętszego Serca Pana Jezusa w Górowie Iławeckim – świątynia parafii pw. Najświętszego Serca Pana Jezusa w Górowie Iławeckim.

## Historia świątyni
Kościół katolicki w Górowie Iławeckim istniał już w 1367. W czasie reformacji przejęli go protestanci (obecnie cerkiew greckokatolicka w Górowie Iławeckim. Kaplica katolicka wybudowana została w XIX w. - została poświęcona przez dziekana ks Antoniego Pohlmanna w dniu 19 grudnia 1869 r. Parafia rzymskokatolicka w Górowie Iławeckim erygowana została 13 stycznia 1891 r. Neogotycki kościół Najświętszego Serca Pana Jezusa wybudowany został w 1895. W dniu 18 maja 1892 r. poświęcono kamień węgielny pod budowę obecnego kościoła. Budowę wykonała firma Rhoder ze Strzegomia na dolnym Śląsku. Nową świątynię w dniu 25 września 1895 r. konsekrował biskup Andreas Thiel ku czci Najświętszego Serca Jezusowego i św. Agaty.
Jest to budowla murowana z cegły, w stylu neogotyckim, orientowana. Kościół jest halowy, trójnawowy, z wyodrębnionym prosto zamkniętym dwuprzęsłowym prezbiterium. Wieża od strony zachodniej. Sklepienie jest krzyżowo-żebrowe, wystrój wnętrza i wyposażenie kościoła jest neogotyckie. W prezbiterium znajduje się ołtarz soborowy.
W 1945 roku Kościół Najświętszego Serca Pana Jezusa w Górowie Iławeckim został częściowo zniszczony. W latach 2000–2004 podjęto prace nad modernizacją ołtarza głównego oraz ołtarzy bocznych. Obok kościoła można dostrzec również obelisk, który upamiętnia żołnierzy Armii gen. Andersa.